# Будите исти за 20 година
„Будите исти за 20 година“ је југословенски филм из 1985. године. Режирао га је Младен Митровић, а сценарио је писао Славко Милановић.

## Улоге
| Глумац          | Улога    |
| --------------- | -------- |
| Борис Комненић  | Мирослав |
| Младена Гавран  | Драгана  |
| Јадранка Селец  |          |
| Младен Нелевић  |          |
| Хранислав Рашић |          |